# SMS Kaiserin
SMS Kaiserin byla německou bitevní lodí třídy Kaiser sloužící během první světové války. Byla v pořadí třetí lodí této třídy a jedinou v historii německého námořnictva s tímto jménem. Její kýl byl položen v listopadu 1910 v loděnici Howaldtswerke v Kielu, na vodu bvyla spuštěna 11. listopadu 1911 a do služby byla uvedena 14. května 1913.
Společně s ostatními loděmi své třídy, byla Kaiserin za první světové války součástí 3. eskadry bitevních lodí a účastnila se všech hlavních operací floty, včetně bitvou u Jutska ve dnech 31. května a 1. června 1916. a dále například druhé bitvy u Helgolandské zátoky. Po uzavření příměří byla loď internována ve Scapa Flow a 21. června 1919 ji zde potopila vlastní posádka. Ke dnu zde kleslo celé jádro německého loďstva. V květnu roku 1936 byla loď vyzdvižena a sešrotována.